# Fritz Kreisler
Friedrich-Max Kreisler, noto come Fritz Kreisler (Vienna, 2 febbraio 1875 – New York, 29 gennaio 1962), è stato un violinista e compositore austriaco naturalizzato statunitense.

## Biografia
Friedrich-Max, noto come Fritz, nacque a Vienna, figlio di Anna (nata Reches) e Samuel Kreisler, un medico e chirurgo famoso, buon musicista dilettante, che diede al giovane Fritz le sue prime lezioni di violino. Di origine ebraica, fu tuttavia battezzato all'età di 12 anni. Studiò prima nella sua città, perfezionandosi poi a Parigi, sotto la guida, tra gli altri, di Léo Delibes e Jules Massenet. Dopo essere stato scartato a un'audizione per i Wiener Philharmoniker, lasciò la musica per la medicina e la pittura. Nel 1888 suonò nel primo concerto nella Steinway Hall di New York, tornò trionfalmente al violino con un concerto con i Berliner Philharmoniker nel 1899 e giunse al successo in America nel corso di successive tournée dal 1901 al 1903. Del 1902 è il suo debutto inglese nei Philharmonic Concert a Londra e nel 1903 suona nella prima esecuzione assoluta a Londra del Concerto per violino e orchestra di Frédéric Alfred d'Erlanger.
Al Metropolitan Opera House di New York suona in concerto negli anni 1902, 1905, 1910, 1913, 1914, 1915 (due concerti), 1916 (quattro concerti dei quali uno con Pablo Casals), 1917, 1919, 1921, 1940 e 1955.
Nel 1909 si esibisce al Teatro La Fenice di Venezia.
In America tornò prima della fine della prima guerra mondiale, alla quale aveva preso parte nelle file dell'esercito austriaco fino al congedo anticipato per ferita. Nel 1924 tornò in Europa, soggiornando prima a Berlino e poi, dal 1938, a Parigi, per poi fare ritorno negli USA nel 1943, dove richiese ed ottenne la cittadinanza a seguito delle persecuzioni razziali.
Nel 1962 si spense a New York.

## Considerazioni sull'artista
Esecutore brillante e acclamato virtuoso del violino, Kreisler compose anche diversi brani di musica vocale e strumentale. Alcuni di essi li presentò al pubblico come trascrizioni di autori classici (da Gaetano Pugnani a Giuseppe Tartini, da Arcangelo Corelli ad Antonio Vivaldi), e solo nel 1935 rivelò che erano composizioni originali proprie, suscitando lo sconcerto della critica. Al giorno d'oggi ci si riferisce solitamente a tali brani come "in stile di" (es. il celebre Preludio ed Allegro in stile di Gaetano Pugnani).
Scrisse anche un quartetto d'archi e numerose cadenze (da quelle del concerto per violino e orchestra di Johannes Brahms a quella del concerto di Ludwig van Beethoven e anche dal Trillo Del Diavolo di Giuseppe Tartini), ancora oggi molto eseguite.
A lui, che lo eseguì per la prima volta nel 1910, è dedicato il Concerto per violino e orchestra in si minore op. 61 di Edward Elgar.

## Opere
Fritz Kreisler compose un gran numero di pezzi virtuosistici piuttosto corti per il suo strumento (a volte indicati come "pezzi da salotto"), che presentò a lungo come semplici arrangiamenti di compositori del passato. Gli dobbiamo anche numerosi arrangiamenti di vari compositori (Dvorak, Rachmaninov, Paganini, Albeniz, De Falla, Corelli, Mozart, Tartini, ecc.).
Alcuni dei suoi pezzi più famosi:
- Le recueil Alt-Wiener Tanzweisen (Vieux airs de danse viennois), comprenant :
  - Liebesfreud (Plaisir d'amour)
  - Liebesleid (Chagrin d'amour)
  - Schön Rosmarin (Joli romarin)
- Prélude et Allegro (dans le style de Gaetano Pugnani)
- Caprice Viennois (opus 2)
- Tambourin chinois (opus 3)
- Syncopation
- Quatuor à cordes en La (1919)
- La Précieuse (dans le style de Couperin)
- Variations sur un thème de Corelli
- Rondino (sur un thème de Beethoven)
- In Tempo Minuetto
- Affected Creatures
- Little Vienna March
- Polichinelle (sérénade)
- Allegretto (dans le style de Porpora)
- Rosamunde (d'après la musique du ballet)
- Shepherd's Madrigal
- Tambourin (dans le style de Jean-Marie Leclair)
- Concerto en ut pour violon "dans le style de Vivaldi" (1905)
- Sicilienne et Rigaudon "dans le style de François Francœur"
- Cadences pour les concertos de Beethoven et de Brahms
- Tempo di Minuetto
- Recitativo and Scherzo (opus 6)
- Chanson Louis XIII et Pavane
- The Old Refrain
- La Gitana
- Apple Blossoms (1919) - operetta
- Sissy, operetta in 3 atti, libretto di Hubert & Ernst Marischka (1932) nel Theater an der Wien di Vienna diretta da Anton Paulik con Hubert Marischka
- Reunion in New York (1940)
- Rhapsody (1944)

## I violini di Kreisler
Kreisler aveva un'impressionante collezione di violini con violini eccellenti, ma ne suonò soltanto alcuni. Ad esempio: di Giuseppe Guarneri del Gesù e Carlo Bergonzi. Quest'ultimo divenne noto come Kreisler-Bergonzi.
- Guarneri del Gesù (1733), noto attualmente come Guarneri Kreisler, Donato da Kreisler nel 1952 alla Library of Congress a Washington, DC.
- Guarneri del Gesù (1735). Appartenuto a Mary Portman
- Guarneri del Gesù (1740) "Tigre", che in seguito appartenne a Benno Rabinoff.
- Jean Baptiste Vuillaume (1845), di proprietà di Kreisler fino al 1960, prestato a  Joseph Hassid ed è ora di proprietà di Yong-Uck Kim.
- Stradivarius (1726) "Greville". Kreisler lo possedette per un anno solo. Venduto a Lyan e Healy.
- Stradivari (1733) "Kreisler", che apparteneva anche a Bronisław Huberman e Johanna Martzy. Oggi Daniel Tschudi.
- Stradivari (1711) "Earl of Plymouth" appartiene oggi alla Los Angeles Philharmonic Orchestra.
- Stradivari (1727) "Hart", entrò in possesso di Zino Francescatti e poi Salvatore Accardo.
- Stradivari (1732) "Baillot" precedentemente posseduto da Pierre Baillot e Eugène Sauzay.
- Stradivari (1734) "Lord Amherst of Hackney", posseduto anche da May Harrison e Benno Rabinoff. Kreisler li vendette alla società Wurlitzer nel 1945.
- Pietro Guarneri da Mantova (1707), acquistato nel 1967 da Earl Carlyss (secondo violino del Juilliard String Quartet).
- Carlo Bergonzi, oggi ribattezzato Bergonzi Kreisler. In seguito appartenne a Itzhak Perlman.
- Alessandro Gagliano.
- Giovanni Grancino.
- Gand e Bernardel.
- Daniel Parker (1720) costruito a Londra

## Discografia parziale
- Kreisler, Omaggio a Fritz Kreisler nel 50º anniversario della morte - Ricci/Kreisler/Heifetz/Oistrach/Ferras/Mintz/Kremer/Mutter, Deutsche Grammophon
- Felix Mendelssohn, Concerto for Violin in E minor, Op. 64 - Leo Blech/Berlin State Opera Orchestra, 1926 Victor Records/Pearl - Grammy Hall of Fame Award 1998

## Scritti
- Fritz Kreisler, Four Weeks in The Trenches. The War Story of a Violinist, Boston and New York, Houghton Mifflin Company, 1915; tr. it. di Alessandro Pugliese, Quattro settimane nelle trincee, La storia di guerra di un violinista, Bologna, Gingko Edizioni, 2011.

### Osservazioni
1. ↑  Il suo nome ebraico originale, elencato nei certificati di nascita dei suoi figli era "Chaje Riwe" (reso come "Chaje Ribe" nella registrazione di suo fratello Hugo)